# Multiplexació per divisió de freqüència no ortogonal

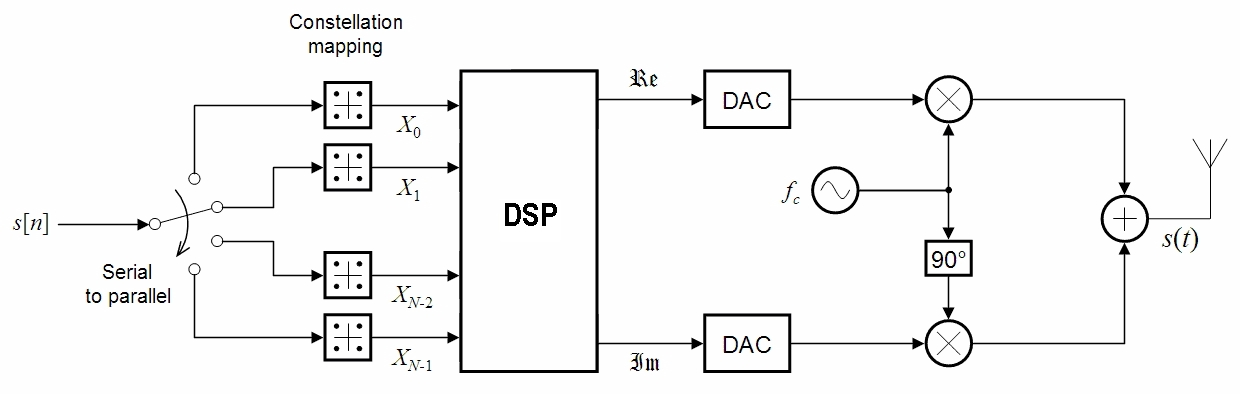
Transmissor ideal N-OFDM.

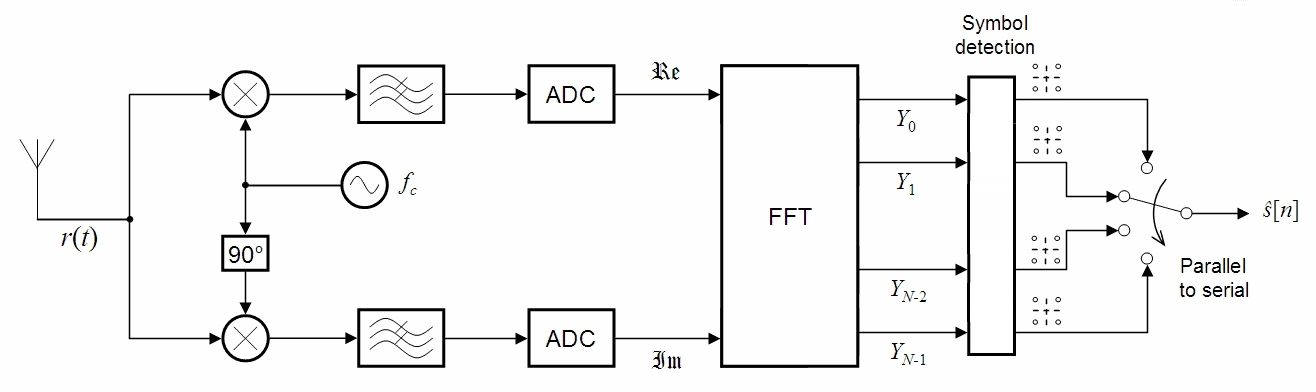
Receptor ideal N-OFDM.

La multiplexació per divisió de freqüència no ortogonal (N-OFDM) és un mètode de codificació de dades digitals en múltiples freqüències portadores amb intervals no ortogonals entre freqüència de subportadores. Els senyals N-OFDM es poden utilitzar en sistemes de comunicació i radar.

## Història
La història de la teoria dels senyals N-OFDM es va iniciar l'any 1992 a partir de la patent de la Federació Russa núm. 2054684. En aquesta patent, Vadym Slyusar va proposar el primer mètode de processament òptim per a senyals N-OFDM després de la transformada ràpida de Fourier (FFT).

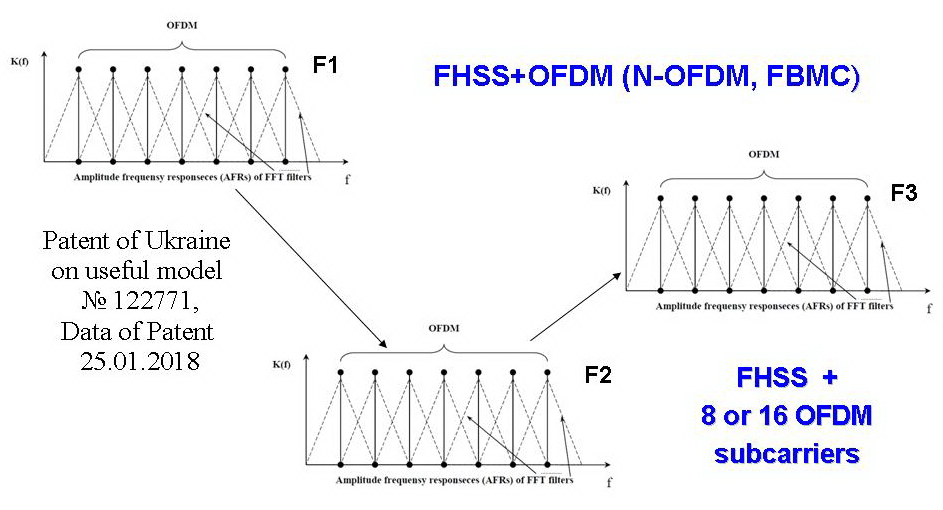
La combinació de FHSS i OFDM (N-OFDM)

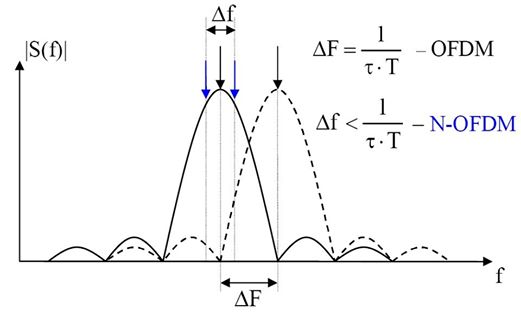
Sistema de subportadores de senyals N-OFDM després de FFT.

## Definició
El senyal N-OFDM equivalent passa baix s'expressa com:
{\displaystyle \nu (t)=\sum _{k=0}^{N-1}X_{k}e^{j2\pi \alpha kt/T},\quad 0\leq t<T,}
n {\displaystyle X_{k}} són els símbols de dades, {\displaystyle N} és el nombre de subportadors, i {\displaystyle T} és el temps del símbol N-OFDM. L'espai entre subportadors {\displaystyle \alpha /T} per {\displaystyle \alpha <1} els fa no ortogonals en cada període símbol.

## Avantatges de N-OFDM
Malgrat l'augment de la complexitat de la demodulació de senyals N-OFDM en comparació amb OFDM, la transició a una disposició de freqüència de subportadora no ortogonal ofereix diversos avantatges:
1. una major eficiència espectral, que permet reduir la banda de freqüència ocupada pel senyal i millorar la compatibilitat electromagnètica de molts terminals;
2. desajustament adaptatiu de la interferència concentrada en freqüència canviant les freqüències nominals de les subportadores;[7]
3. la capacitat de tenir en compte els canvis de freqüència Doppler de les subportadores quan es treballa amb abonats que es mouen a alta velocitat;
4. reducció del factor de pic de la barreja de senyal multifreqüència.